# Chloropales fingens
Chloropales fingens är en tvåvingeart som först beskrevs av Walker 1865.  Chloropales fingens ingår i släktet Chloropales och familjen parasitflugor. Inga underarter finns listade i Catalogue of Life.